# Романская архитектура
Романский стиль (рома́ника, от лат. romanus — «римский») — художественный стиль, господствовавший в архитектуре стран Западной Европы (а также затронувший некоторые страны Восточной Европы) в XI—XII веках (в ряде мест — и в XIII веке), один из важнейших этапов развития средневекового западноевропейского искусства. Наиболее полное выражение этот стиль нашёл именно в архитектуре.
Главная роль в романском стиле отводилась суровой крепостной архитектуре: монастырским комплексам, церквям, замкам. Основными постройками в этот период становятся храм-крепость и замок-крепость, располагающиеся на возвышенных местах, господствующих над местностью.

## Термин «романский стиль»
Термин «романский стиль» ввёл в начале XIX века Арсисс де Комон, установивший связь архитектуры XI—XII веков с древнеримской архитектурой (в частности, использование полуциркульных арок, сводов). В целом, термин условен и отражает лишь одну, не главную, сторону искусства. Однако он вошёл во всеобщее употребление. Основной вид искусства романского стиля — архитектура, преимущественно церковная (отдельные здания церквей и монастырские комплексы).
Романское искусство — название периода в истории искусства Европы примерно с 1000 года и до возникновения готического искусства в XIII веке; в зависимости от региона романский период в искусстве мог наступить или закончиться раньше или позже. Предыдущий период иногда именуется предроманским.
Термин «романское искусство» введён в XIX веке историками искусства, в первую очередь — для романской архитектуры, которая не только сохранила многие основные черты римского архитектурного стиля — круглые арки, а также бочкообразные своды, апсиды и аканты, орнаменты в виде листьев, — но также создала множество новых и весьма различных деталей. В Южной Франции, Испании и Италии имела место архитектурная преемственность от поздней античности, но романский стиль был первым стилем, распространившимся по всей католической Европе, от Дании до Сицилии. Романское искусство также находилось под сильным влиянием византийского искусства, особенно в живописи, а также под влиянием «неклассического» декорирования «островного искусства» с Британских островов; соединение этих двух элементов создало новый и последовательный стиль.

## Характеристика стиля
Для романских построек характерно сочетание ясного архитектурного силуэта и лаконичности наружной отделки — здание гармонично вписывалось в окружающую природу, и поэтому выглядело особенно прочным и основательным. Этому способствовали массивные стены с узкими проёмами окон и «перспективными порталами» (с последовательно углублёнными архивольтами и колонками). Мощные стены имели прежде всего оборонительное назначение.
Основными постройками в этот период становятся храм-крепость и замок-крепость. Главным элементом композиции монастыря или замка становится башня — донжон. Вокруг неё располагались остальные постройки, составленные из простых геометрических форм — кубов, призм, цилиндров.
Особенности архитектуры романского собора:
- В основе плана — раннехристианская базилика, то есть продольная организация пространства
- Увеличение хора или восточной алтарной части
- Увеличение высоты здания
- Замена в крупнейших соборах кессонного (кассетного) потолка каменными сводами. Своды были нескольких видов: коробовые, крестовые, часто цилиндрические, плоские по балкам (характерно для итальянской Романской архитектуры).

- Тяжёлые своды требовали мощных стен и колонн.
- Основной мотив интерьера — полуциркульные арки

Рациональная простота конструкции, сложенной из отдельных квадратных ячеек — травей.

### Наиболее известные архитектурные памятники
- Лаахское аббатство, Германия
- Лимбургский собор, Германия
- Церковь св. Якоба в Регенсбурге, Германия
- Приорат Серрабоны, Франция
- Церковь Нотр-Дам-ля-Гранд, Франция
- Пизанский собор, Италия
- Церковь Богородицы, Дания
- Уинчестерский собор, Англия
- Кафедральный собор Лиссабона
- Старый кафедральный собор Коимбры

#### Великобритания[1]
- Аббатство Малмсбери
- Даремский собор
- Окемский замок
- Сент-Олбанский собор
- Собор в Питерборо
- Собор Или
- Уинчестерский собор

#### Германия
- Лаахское аббатство
- Кайзерские соборы в Шпейере, Вормсе и Майнце
- Лимбургский собор
- Церковь св. Якоба в Регенсбурге

#### Дания
- Церковь Богородицы в Калуннборге

#### Испания
- Романские церкви в Валь-де-Бой

#### Италия
- Пизанский собор и, частично, знаменитая Пизанская башня
- Замок Сфорца

#### Франция
- Церковь Нотр-Дам-ля-Гранд в Пуатье
- Приорат Серрабоны

#### Португалия
- Собор Браги
- Кафедральный собор Се в Порту
- Старая ратуша Брагансы
- Старый кафедральный собор Коимбры
- Кафедральный собор Лиссабона

## Скульптура
Романская скульптура вступила в полосу своего расцвета с 1100 года, подчиняясь, как и романская живопись, архитектурным мотивам. Она в основном использовалась во внешнем украшении соборов. Рельефы чаще всего находились на западном фасаде, где располагались вокруг порталов или размещались по поверхности фасада, на архивольтах и капителях. Фигуры в середине тимпана должны были быть крупнее угловых. Во фризах они приобретали приземистые пропорции, на несущих столбах и колоннах — удлинённые. Изображая религиозные сюжеты, романские художники не стремились создать иллюзию реального мира. Их основной задачей стало создание символического образа вселенной во всем её величии. Так же романская скульптура несла в себе задачу напомнить верующим о боге, скульптурное убранство поражает обилием фантастических существ, отличается экспрессией и отзвуками языческих представлений. Романская скульптура передавала волнение, смятение образов, трагичность чувств, отрешённость от всего земного.
Особое внимание уделялось скульптурному украшению западного фасада и входу. Над главным перспективным порталом обычно размещался тимпан с рельефом, изображающим сцену Страшного Суда. Кроме тимпана, рельефами на фасаде украшались архивольты, колонны, порталы, на которых изображались апостолы, пророки и ветхозаветные цари.

## Живопись
В романской живописи и скульптуре центральное место занимали темы, связанные с представлением о безграничном и грозном могуществе божьем (Христос во славе, «страшный суд» и т. д.). В строго симметричных композициях безраздельно доминировала фигура Христа, значительно превосходящая по размерам остальные фигуры. Более свободный и динамичный характер принимали повествовательные циклы изображений (на библейские и евангельские, житийные, изредка — исторические сюжеты). Для романского стиля характерны многочисленные отклонения от реальных пропорций (головы и кисти рук непропорционально велики, одежды трактуются орнаментально, тела подчинены абстрактным схемам), благодаря которым человеческий образ становится носителем преувеличенно экспрессивного жеста или частью орнамента, нередко не утрачивая при этом напряжённой духовной выразительности. Во всех видах романского искусства часто существенную роль играли узоры, геометрические или составленные из мотивов флоры и фауны.
Существующие образцы романской живописи включают в себя украшения архитектурных памятников, такие как колонны с абстрактными орнаментами, а также украшения стен с изображениями висящих тканей. Живописные композиции, в частности повествовательные сцены по библейским сюжетам и из жизни святых, также изображались на широких поверхностях стен. В этих композициях, которые преимущественно следуют византийской живописи и мозаике, фигуры стилизованы и плоски, так что они воспринимаются скорее как символы, чем как реалистические изображения. Мозаика, точно так же как и живопись, была в основном византийским приемом и широко использовалась в архитектурном оформлении итальянских романских церквей, в особенности в соборе Св. Марка (Венеция) и в сицилианских церквях в Цефалу и Монреале.

## Миниатюра
В искусстве миниатюры главным образом была представлена в этот период книжная миниатюра.
В миниатюрах появляются многофигурные композиции и новый удлинённый тип человеческой фигуры с напряжённым взором.